# Kanton Calenzana
Calenzana is een voormalig kanton van het Franse departement Haute-Corse. Het kanton maakte deel uit van het arrondissement Calvi. Het werd opgeheven bij decreet van 13 februari 2014 met uitwerking op 22 maart 2015.

## Gemeenten
Het kanton Calenzana omvatte de volgende gemeenten:
- Calenzana (hoofdplaats)
- Galéria
- Manso
- Moncale
- Montegrosso
- Zilia